# Kacapoły
Kacapoły (klęgle) – kluski ziemniaczane nadziewane białym serem. Tradycyjne danie kuchni lasowiackiej. Produkt wpisany na listę produktów tradycyjnych Ministerstwa Rolnictwa i Rozwoju Wsi w dniu 19 lipca 2006 w kategorii: Gotowe dania i potrawy w woj. podkarpackim.

## Tradycja
Danie na terenie gminy Borowa jest sporządzane od dawna, a sposób wykonania był przekazywany ustnie z pokolenia na pokolenie. Obecnie przepis znajduje się w zbiorach Muzeum Kultury Ludowej w Kolbuszowej. Jako danie obiadowe, było często sporządzane ze względu na łatwą dostępność produktów potrzebnych do przygotowania. Spożywano go na ciepło, przeważnie popijając mlekiem. Czasem gotowano je na mleku i podawano w postaci zupy. Jako danie jarskie było często jedzone w dni postne.

## Przygotowanie

### Składniki
- ziemniaki surowe
- biały ser (twaróg)
- jajka
- mąka ziemniaczana
- mąka pszenna
- słonina do omasty
- cebula
- sól i pieprz do smaku

Obrane surowe ziemniaki – z czego połowa jest gotowana i ugniatana – zostają starte na tarce o drobnych oczkach i odciśnięte przez  ściereczkę. Płyn po odciśnięciu ziemniaków jest odstawiany, by krochmal opadł na dno naczynia. Do utartych ziemniaków zostają dodane ugotowane ziemniaki, mąka ziemniaczana (również krochmal ten po odcedzeniu), jajka, sól, pieprz i zostaje wyrobione ciasto. Z ciasta są formowane niewielkie kule lub walce, nadziewane utartym serem z jajkiem, solą i pieprzem. Zostają wrzucone na gotującą się wodę i ugotowane. Podawane najczęściej ze skwarkami z stopionej słoniny lub boczku i smażonej cebuli. Pozostałe z obiadu kluski można odsmażyć i podać na kolację w całości lub pokrojone w plasterki.

## Charakterystyka
Kształt kulisty lub walcowaty. Wielkość 3 – 5 cm. Barwa szara, jasna lub ciemna w zależności od wieku ziemniaków, świeżo po ugotowaniu jaśniejsza, przy przechowywaniu ciemnieje. Smak słonawy, zapach ziemniaków.  